# Jey Kugeler
Jean „Jey” Kugeler (ur. 18 kwietnia 1910 w Schifflange, zm. 25 sierpnia 1983 w Differdange) – luksemburski gimnastyk, uczestnik Igrzyskach Olimpijskich 1936 w Berlinie, Igrzysk Olimpijskich w 1948 w Londynie i Igrzysk Olimpijskich w 1952 w Helsinkach.
Na igrzyskach olimpijskich w Berlinie zajął 45. miejsce w wieloboju gimnastycznym. Najlepszym wynikiem w pojedynczej konkurencji była 16. lokata w kółkach. Na igrzyskach olimpijskich w Londynie zajął 42. miejsce w wieloboju gimnastycznym. Najlepszym wynikiem w pojedynczej konkurencji była 36. lokata w koniu z łękami. Natomiast w Helsinkach odpowiednio 126. i 96. w poręczach.